# Final Four Cup femminile under 20 2018
La Final Four Cup femminile under 20 2018 si è svolta dal 6 al 9 settembre 2018 a Lima, in Perù: al torneo hanno partecipato quattro squadre nazionali Under-20 nordamericane e sudamericane e la vittoria finale è andata per la prima alla Rep. Dominicana.

## Impianti
|                                                                          |  |  |
|                                                                          |  |  |
| Coliseo Manuel Bonilla Città: Lima Capienza: 3 000 Anno d'apertura: 1995 |  |  |

## Regolamento

### Formula
Le squadre hanno disputato una prima fase a gironi con formula del girone all'italiana; al termine della prima fase:
- Le prime due classificate hanno acceduto alla finale.
- La terza e la quarta classificata hanno acceduto alla finale per il terzo posto.

### Criteri di classifica
Se il risultato finale è stato di 3-0 sono stati assegnati 5 punti alla squadra vincente e 0 a quella sconfitta, se il risultato finale è stato di 3-1 sono stati assegnati 4 punti alla squadra vincente e 1 a quella sconfitta, se il risultato finale è stato di 3-2 sono stati assegnati 3 punti alla squadra vincente e 2 a quella sconfitta.
L'ordine del posizionamento in classifica è stato definito in base a:
- Numero di partite vinte;
- Punti;
- Ratio dei set vinti/persi;
- Ratio dei punti realizzati/subiti;
- Risultati degli scontri diretti.

## Squadre partecipanti
| Squadra         | Qualificazione      | Ultima partecipazione |
| --------------- | ------------------- | --------------------- |
| Argentina       | -                   | Perù 2014             |
| Cuba            | -                   | Perù 2014             |
| Perù            | Paese organizzatore | Perù 2014             |
| Rep. Dominicana | -                   | Perù 2014             |

## Torneo

### Prima fase

#### Risultati
| 6 settembre 2018 Coliseo Manuel Bonilla, Lima Durata: 1h:00 - Spettatori: 200   | Rep. Dominicana | 0 - 3 | Argentina       | 22-25, 21-25, 16-25               |
| 6 settembre 2018 Coliseo Manuel Bonilla, Lima Durata: 2h:10 - Spettatori: 1 200 | Perù            | 3 - 2 | Cuba            | 20-25, 25-19, 25-19, 22-25, 17-15 |
| 7 settembre 2018 Coliseo Manuel Bonilla, Lima Durata: 2h:06 - Spettatori: 1 200 | Cuba            | 2 - 3 | Rep. Dominicana | 22-25, 25-18, 25-23, 20-25, 11-15 |
| 7 settembre 2018 Coliseo Manuel Bonilla, Lima Durata: 1h:19 - Spettatori: 2 000 | Perù            | 0 - 3 | Argentina       | 15-25, 14-25, 23-25               |
| 8 settembre 2018 Coliseo Manuel Bonilla, Lima Durata: 2h:01 - Spettatori: 1 200 | Argentina       | 3 - 2 | Cuba            | 25-16, 25-21, 21-25, 19-25, 15-10 |
| 8 settembre 2018 Coliseo Manuel Bonilla, Lima Durata: 2h:11 - Spettatori: 2 100 | Perù            | 2 - 3 | Rep. Dominicana | 12-25, 25-19, 25-15, 14-25, 13-15 |

#### Classifica
| Pos | Squadra         | Pt | G | V | P | SV | SP | Ratio | PF  | PS  | Ratio |
| --- | --------------- | -- | - | - | - | -- | -- | ----- | --- | --- | ----- |
| 1   | Argentina       | 13 | 3 | 3 | 0 | 9  | 2  | 4,500 | 255 | 208 | 1,225 |
| 2   | Rep. Dominicana | 6  | 3 | 2 | 1 | 6  | 7  | 0,857 | 264 | 267 | 0,988 |
| 3   | Perù            | 5  | 3 | 1 | 2 | 5  | 8  | 0,625 | 250 | 277 | 0,902 |
| 4   | Cuba            | 6  | 3 | 0 | 3 | 6  | 9  | 0,666 | 303 | 320 | 0,946 |

### Fase finale

#### Finale 3º posto
| 9 settembre 2018 Coliseo Manuel Bonilla, Lima Durata: 1h:59 - Spettatori: 1 200 | Perù | 1 - 3 | Cuba | 21-25, 22-25, 25-20, 18-25 |

#### Finale
| 9 settembre 2018 Coliseo Manuel Bonilla, Lima Durata: 1h:30 - Spettatori: 2 100 | Argentina | 1 - 3 | Rep. Dominicana | 22-25, 25-22, 17-25, 20-25 |

## Classifica finale
| Pos     | Squadra         | Rosa |
| ------- | --------------- | --- |
| Oro     | Rep. Dominicana | Formazione: 1 Féliz, 3 Lalane, 5 Y. Rodríguez, 6 Severino, 7 de la Rosa, 8 Martínez, 10 R. Rodríguez, 11 González, 12 Guillén, 14 Jiménez, 15 Heredia, 20 Asencio, CT: Pacheco |
| Argento | Argentina       | Formazione: 2 Mayer, 3 Serramalera, 4 Puljiz, 5 Salinas, 7 Ligorria, 8 Delucchi, 11 Farriol, 12 Castro, 13 Cugno, 14 Corzo, 15 Gómez, 18 Almeyda, CT: Cáceres                  |
| Bronzo  | Cuba            | Formazione: 1 Hernández, 4 Tamayo, 5 Martínez, 7 T. Moreno, 8 Pérez, 11 G. Moreno, 12 Cesé, 13 Viltres, 14 Aguilera, 17 Medina, 19 Suárez, 20 Vila, CT: Fernández              |
| 4.      | Perù            | Formazione: 1 López, 3 Palza, 7 F. Montes, 9 Pérez, 11 K. Montes, 12 Soriano, 13 Bocanegra, 14 Arciniega, 15 Anchante, 16 Pineda, 17 Mc Leod, 18 Muñoz, CT: Queiroga           |

## Premi individuali
| Premio                 | Nome               | Squadra         |
| ---------------------- | ------------------ | --------------- |
| MVP                    | Natalia Martínez   | Rep. Dominicana |
| Miglior realizzatrice  | Natalia Martínez   | Rep. Dominicana |
| Miglior servizio       | Natalia Martínez   | Rep. Dominicana |
| Miglior difesa         | Yaneirys Rodríguez | Rep. Dominicana |
| Miglior ricevitrice    | Candela Salinas    | Argentina       |
| Miglior palleggiatrice | Victoria Mayer     | Argentina       |
| Miglior opposto        | Melisa Corzo       | Argentina       |
| Miglior schiacciatrice | Natalia Martínez   | Rep. Dominicana |
| Miglior schiacciatrice | Ailama Cesé        | Cuba            |
| Miglior centrale       | Geraldine González | Rep. Dominicana |
| Miglior centrale       | Flavia Montes      | Perù            |
| Miglior libero         | Giuliana Bocanegra | Perù            |